# Jörg Benz
Jörg «Bär» Benz (geboren am 26. Juli 1936; gestorben am 13. Dezember 2017 in Winterthur) war ein Schweizer Handballspieler.
Er spielte während 16 Jahren in der 1. Mannschaft von Pfadi Winterthur, unter anderem in den 1960er-Jahren als Weitschütze zusammen mit Nationalspieler Hans Heinrich Güttinger. Auch nach Karriereende war Benz weiterhin in verschiedenen Funktionen für Pfadi tätig, unter anderem als Korrektor des früheren Vereinsorgans Panorama und bei der Betreuung der VIP-Gäste. 2007 wurde er in Ehrung seiner langjähriger Unterstützung zum Ehrenmitglied ernannt. Nach langer Krankheit verstarb er im Alter von 81 Jahren in Winterthur.